# Balanovo
Balanovo (Bulgaars: Баланово) is een dorp in Bulgarije. Het dorp is gelegen in de gemeente Doepnitsa in de oblast Kjoestendil. De afstand tot Kjoestendil is hemelsbreed 30 km en de afstand tot Sofia is 54 km.

## Bevolking
Op 31 december 2019 woonden er 353 personen in het dorp, een drastische daling vergeleken met het maximum van 1.685 personen in 1946.
|  |

Van de 363 inwoners reageerden er 355 op de optionele volkstelling van 2011. Van deze 355 respondenten identificeerden 353 personen zichzelf als etnische Bulgaren (99,7%). 1 respondent gaf geen (definieerbare) etniciteit op (0,3%).
| Etniciteit   | Aantal | %     |
| ------------ | ------ | ----- |
| Bulgaren     | 354    | 99,7% |
| Turken       | ...    | ...   |
| Roma         | ...    | ...   |
| Overig       | 1      | 0,3%  |
| Respondenten | 355    |       |

Balanovo - Bistritsa - Blatino - Deljan - Djakovo - Doepnitsa - Dzjerman - Gramade - Jachinovo - Krajni Dol - Krajnitsi - Kremenik - Palatovo - Piperevo - Samoranovo - Topolnitsa - Tsjerven Breg